# Van Merksteijn Motorsport
Van Merksteijn Motorsport is een Nederlands autosportbedrijf, gevestigd in Hengelo, dat zich bezighoudt met zowel circuit racen en rallysport. Het team werd in 2008 opgericht door Peter van Merksteijn sr. met Gerard Grouve als directeur. Tot op heden heeft het team een aantal successen geboekt, waaronder en overwinning in de LMP-2 klasse tijdens de 24 uur van Le Mans. Ook werd het team Nederlands kampioen rally en in 2011 werd deelgenomen aan het WRC met de Citroën DS3 WRC.

## Circuit
Peter van Merksteijn werd in 1985 actief in de autosport. In 2002 zijn de internationale autosport activiteiten ondergebracht bij System Force Motorsport. Zo is er door het team in 2002 deelgenomen aan het FIA GT Championship met een Porsche GT3 RS met rijders Peter van Merksteijn en Phil Bastiaans en enkele wedstrijden uit het Belcar kampioenschap. In 2003 heeft het team deelgenomen aan de 24 uur van Daytona. In 2005 is er gereden met een Spyker GT2R. De auto heeft zijn eerste kilometers gereden op de Sebring International Raceway, waar de auto in de 12 uren van Sebring na een uur uitviel vanwege een losgelopen wiel. Doordat Spyker Squadron één startbewijs kreeg toegewezen voor de 24 uur van Le Mans, kon System Force Motorsport niet zelfstandig deelnamen aan de race met een eigen auto en moest de auto worden gedeeld met Tom Coronel en Donny Crevels.
Het eerste jaar van het bestaan van Van Merksteijn Motorsport (2008) heeft het team zowel op het circuit als in de rallysport van zich doen spreken. Eind 2007 heeft het team de beschikking gekregen over een Porsche RS Spyder voor deelname aan de 24 uur van Le Mans. Doelstelling van het project was om binnen twee jaar deze race te winnen en daarmee een droom te laten uitkomen voor teameigenaar Van Merksteijn. Coureurs waren Van Merksteijn, Jos Verstappen en Jeroen Bleekemolen.
Ter voorbereiding op de wedstrijd in Le Mans werd er voorafgaand aan het seizoen twee keer getest met de Porsche RS Spyder in Guadix en Le Castellet en deelgenomen aan de Le Mans Series. De eerste wedstrijd met de auto was de 1000 km van Catalunya op het circuit van Barcelona. Deze eerste race werd door Van Merksteijn en Verstappen gewonnen in de LMP2-klasse. De volgende race in Monza moest het team genoegen nemen met een tweede plaats, doordat de auto schade opliep na een botsing met een Spyker GT2R, daardoor tijd verloor in de pits en de winst buiten bereik kwam te liggen. De derde race van het seizoen, de 1000 km van Spa-Francorchamps was opnieuw een overwinning voor het gehele Nederlandse team. De vierde race voor het kampioenschap op de Nürburgring in Duitsland kon Van Merksteijn niet aan de start komen door een gelijktijdige deelname aan de WRC Rally van Duitsland. Met Jeroen Bleekemolen als vervanger pakte Van Merksteijn Motorsport opnieuw de winst, waarmee Verstappen vroeg in het seizoen zeker was van het LMP2-rijderskampioenschap. De laatste wedstrijd in Silverstone was wederom een overwinning voor Van Merksteijn en Verstappen. Daarmee werd ook de LMP2-titel voor teams binnengehaald. De Porsche RS Spyder van Van Merksteijn Motorsport reed tijdens elk evenement de snelste raceronde en pakte iedere keer de pole position.
De 24 uur van Le Mans 2008 was het hoofddoel voor het Porsche RS Spyder-project van Van Merksteijn Motorsport. Met als rijders Van Merksteijn, Verstappen en Bleekemolen stond het debuterende team in juni aan de start van de race op het Circuit de la Sarthe. In een test voorafgaand aan de wedstrijd was de Porsche RS Spyder van Van Merksteijn Motorsport de snelste LMP2-auto in het veld. Tijdens de kwalificatie reed Verstappen de snelste tijd binnen de LMP2, wat goed was voor een veertiende plaats algemeen op de startgrid. Hij liet daarmee negen snellere LMP1 auto’s achter zich. Bleekemolen nam de start voor zijn rekening en was aan het begin van de race in gevecht met de Porsche van Team Essex. Nadat Verstappen 's avonds het stuur van de auto overnam en vier stints reed, bouwde Van Merksteijn Motorsport een voorsprong op. Teameigenaar Van Merksteijn met de karakteristieke witte helm kreeg de eer om de auto over de finish te rijden en de zege voor zijn team op te eisen met een voorsprong van zeven ronden op nummer de twee in LMP2, Team Essex. Deze overwinning was de eerste van een Nederlands team in Le Mans en de tweede voor een Porsche-prototype sinds de winst in 1998 met de Porsche 911 GT1.

## Rally
Van Merksteijn Motorsport raakte in 2007 opnieuw actief betrokken bij de rallysport. Peter van Merksteijn jr. won in zijn eerste jaar in de rallysport het Nederlands kampioenschap groep N, met naast hem de vaste navigator van het team, de Belg Eddy Chevaillier. Ook kreeg het team uit Hengelo in juli van 2007 de beschikking over een Ford Focus RS WRC 06, de eerste WRC van de nieuwe generatie Ford Focus die door M-Sport is geleverd aan een klantenteam. In de Rally van Duitsland 2007 maakte Peter van Merksteijn sr. zijn comeback in de rallysport met de Focus WRC. Tijdens dezelfde rally maakte ook Van Merksteijn jr. zijn WRC-debuut met de groep N Mitsubishi Evo IX. Later in het jaar werd er door vader en zoon deelgenomen aan de WRC Rally van Catalonië en de Rally van Groot-Brittannië.
Ondanks de activiteiten van Van Merksteijn in de Le Mans Series met de Porsche RS Spyder, nam het team in 2008 ook deel aan diverse wedstrijden in het WRC. De start van het seizoen was in Karlstad voor de Rally van Zweden, gevolgd door deelname aan de Rally van Sardinië. In juli kreeg het team een tweede WRC-auto geleverd, ditmaal de geëvolueerde Ford Focus RS WRC 07, opnieuw de eerste in handen van een privéteam. Hierdoor kon Van Merksteijn jr. de overstap maken naar de Ford Focus RS WRC 06 waarmee voorheen zijn vader reed. In deze samenstelling ging Van Merksteijn Motorsport in 2008 van start in de Rally van Duitsland en de Rally van Catalonië.
2009 was het team voornamelijk actief in de Nederlandse rallysport met de inschrijving van Bernhard Ten Brinke in het Nederlands kampioenschap. Van Merksteijn Motorsport begeleidde de beginnend rally coureur Ten Brinke al snel naar een overstap in de Focus WRC en met navigator Hans van Goor streed hij in het sterke Nederlandse veld mee vooraan. Opnieuw wist Van Merksteijn Motorsport een top rijder op te leiden die in zijn debuut jaar gelijk ervandoor wist te gaan met het kampioenschap. Ook internationaal deed het team weer van zich spreken met de deelname van vader en zoon van Merksteijn aan de WRC Rally van Noorwegen en Rally van Portugal.
In 2010 stond Van Merksteijn Motorsport opnieuw aan de start van de WRC Rally van Zweden, een geliefd evenement van vader en zoon Van Merksteijn waarbij ze beide reden met een Ford Focus WRC. Later in het jaar maakte ook Bernhard Ten Brinke zijn WRC debuut tijdens de Rally van Duitsland. De Nederlands kampioen leverde in de Focus WRC 08 een uitstekende prestatie samen met team navigator Eddy Chevaillier door op een 12e plaats te eindigen in Trier. In de Rally van Zweden, Rally van Portugal en Rally van Groot-Brittannië was Van Merksteijn Motorsport tevens aanwezig ter ondersteuning van de WRC inspanningen van Ipatec Racing waar zij de organisatie en management voor hun rekening namen.
In 2011 was Van Merksteijn Motorsport actief in het WRC onder eigen inschrijving als WRC Team met de Citroën DS3 WRC. Peter van Merksteijn jr. startte in 10 wedstrijden die meetellen voor het kampioenschap en vader Peter van Merksteijn stond aan de start van 3 WRC evenementen met de Citroën DS3 WRC. Het was uniek dat een Nederlands team de beschikking kreeg over het nieuwste materiaal van Citroën Racing en Peter van Merksteijn jr. teamgenoot werd van zevenvoudig wereldkampioen Sébastien Loeb, supertalent Sébastien Ogier en voormalig formule 1 kampioen Kimi Räikkönen.

## Dakar
Met de deelname aan de Dakar Rally in 2009 ging opnieuw een droom van team eigenaar Peter van Merksteijn in vervulling. Van Merksteijn Motorsport had voor de eerste Dakar Rally op het Zuid-Amerikaanse continent de beschikking gekregen over een 2009 versie van de BMW X3CC. Als onderdeel van het fabrieksteam X-Raid van Sven Quandt noteerde Peter van Merksteijn tijdens de eerste dag gelijk al een 10e tijd. Op de vijfde dag van deze monster rally tijdens de etappe van Neuquen naar San Raphael ging het tegen het einde van de ruim 500 kilometer lange proef fout. Na het wisselen van een lekke achterband ontstond achter in de BMW X3CC na ongeveer 30 kilometer een spontane felle brand die binnen enkele minuten de gehele auto vernietigde. Ondanks dat de deelname van Peter van Merksteijn hiermee tot een voortijdig einde kwam bleef het team nog betrokken met de rally tot aan de finish in Buenos Aires. Het management van Van Merksteijn Motorsport was tevens verantwoordelijk voor de deelname van Ipatec Racing met René Kuipers die ook bij het team van X-Raid reed met een 2008 versie van de BMW X3CC en deze monsterrit op een 19e plaats wist te finishen.